# 種名
種名（しゅめい）は、生物の種を表す名前のこと。日本語である和名（標準和名）と、学術分野で使われるラテン語の学名のいずれにも、種の階級のタクソン（分類群）を表す名前に対して使われる。
同様に、種より分類階級が上位の属や科に対しては「属名」「科名」が、下位の亜種、変種や品種には「亜種名」「変種名」「品種名」の言葉がある。

## 学名
学名では二名法を用いており、動植物では属名＋種小名が、細菌では属名＋種形容語が種名である。種小名又は種形容語はラテン語あるいはラテン語化した形容詞、名詞を用いることになっている。種小名又は種形容語の部分のみを指して種名というのは誤りである。

## 和名
和名は学名と異なり、二名法を採用していないので、属名と種小名の区別は存在しない。形容的な接頭辞をつけたものも多いが、必ずしも近縁種とは限らない。一例を挙げるとバラ科のビワに対するクワ科のイヌビワ（イチジクと同じ属）は、果実の形態という表面的な形態が類似しているが、別の科に属しており系統は遠い。

## 和名に形容的に用いられる語の例
アカ(赤)、キ(黄)、クロ(黒)、シロ(白)、など色を表す語
接頭辞で、体色にその色が強い傾向が見られることを示す。
アメリカ(亜米利加)、チョウセン(朝鮮)、タイワン(台湾)、エゾ(蝦夷)、リュウキュウ(琉球)などの地名
接頭辞。アメリカは新大陸産種、チョウセンは多くは朝鮮半島特産種ではなく、ユーラシア大陸産種であり、タイワンも同様に多くの場合東南アジア産種であることを示す。これは第二次世界大戦以前の朝鮮半島や台湾が日本領であったことの名残である(日本の旧領ではそこにのみ産していたことを意味する)。ブラキストン線の関係から、エゾの付く種もかなりがユーラシア大陸産種である。その他はその地方の特産種であることを示す。琉球列島に関しては、リュウキュウ以外にヤク(屋久)、アマミ(奄美)、ヤンバル(山原)、ヤエヤマ(八重山)、サキシマ(先島)といった接頭辞がある。
イエ(家)、ノ(野)
接頭辞。イエは人家に巣くう性質があることを示し、ノは栽培植物や農作物ではない野生の、といった意味がある。イエはもっぱら動物で、ノはもっぱら植物で使われるが、野生化した家畜等の場合は動物にも使用される(ノネコ、ノヤギなど)。
イソ(磯)、ウミ(海)、ハマ(浜)、オキ(沖)
接頭辞で、海洋性、沿岸性であることを示すが、ウミの場合はまったく系統の離れた海産生物(ウミウサギ、ウミケムシなど)であることも多々ある。オキはもっぱら海産生物にのみ用いられる。
イヌ(犬)
接頭辞に用いられ、似て非なる、の意があり、この用法では植物に用いられる。基準となる対象種が薬草や栽培植物として人の役に立つ場合、イヌが付いたそれには全く人の役に立たない、といった否定的ニュアンスが含まれる。ただし、イヌサフランのような例外もある。動物に用いられる場合は、例えばイヌノミの場合は寄主(イヌに寄生する)を示す。
オオ(大)、オニ(鬼)、ダイオウ(大王)、オオサマ(王様)、トノサマ(殿様)
接頭辞で、基準となる対象種よりサイズが大きいことを示す。オオとオニが異なる種を指す場合はオニの方がよりずっと大きいのが一般的である。それら以上に大きい場合にトノサマ、オオサマ、ダイオウが使用される。この場合順位はダイオウ＞オオサマ＞トノサマ＞オニ＞オオ、となるのが一般的である。
オニについては生物体が全体的にゴツゴツしている印象があったりとか、刺に覆われている、といった意味を示す場合もある。
クサ(臭)、ニオイ(匂)
接頭辞で香りがする意を示す。基本は前者が悪臭、後者が芳香がすることを示すが、後者が使われていても悪臭の場合がある。ただし、クサが草の意味である例も少なくない。クサギは臭木、クサカゲロウは臭蜉蝣だが、クサイは「臭い」ではなく草藺である。クサスギカズラも「臭過ぎ葛」ではない。
クマ(熊)、ケ(毛)
接頭辞で多毛性である、体毛が生えているといった意を示す。
コ(小)、ショウ(小)、スズメノ(雀之)、チビ、ヒナ(雛)、ヒメ(姫)、マメ(豆)、ケシ(芥子)、ツブ(粒)、コナ(粉)、ミジン(微塵)
接頭辞として用いられ、基準となる対象種よりサイズが小さいことを示す。同属内などで混在する場合の関係はコ又はショウ＞ヒメ＞チビ＞ヒナが一般的であるが、種数の多い昆虫などの場合、コ又はコガタ又はショウ＞ヒメ＞マメ＞ケシ＞ツブ＞チビ＞チビケシ＞コナ＞ミジンがずらりと並ぶことがあり、実際にゲンゴロウではチビケシまで命名が済んでいる。スズメノは植物にのみ用いられる。
タカネ(高嶺)、ミヤマ(深山)、ヤマ(山)
接頭辞として用いられる。山地に産する意味で、タカネは特に高山性であることを示す。ミヤマについては必ずしも山地性ではない場合がかなりある。
ダマシ(騙)、ニセ(偽)、モドキ(擬)
ニセは接頭辞として、モドキ、ダマシは接尾辞で使われる。いずれも基準となる対象種に似て非なる、の意で、学名にも似たような接尾辞で使われる同義のギリシャ語 -psis や、接頭辞で使われる同義のギリシャ語pseudo-といった語がある。昆虫や魚類など種数の多い生物群には同属内でモドキ、ダマシ、ニセがそれぞれ別種として命名されたものがあり、混乱するので近年はあまり用いられない。モドキはここから転じて罵倒語としても使われるようになった。
ナミ(並)、ホン(本)、マ(真)
接頭辞。もっとも頻繁に観察できるありふれた種や、基準となる対象種を示す。
メクラ(盲)、メナシ(目無)
接頭辞。洞窟性で目が完全に退化している様子を指し、魚類、甲殻類、爬虫類に多い。命名された当時は全く問題なく長年親しまれてきたが、近年になって差別的との指摘がされている。

## 表記
学名も和名も地の文と異なった書体を用いる。
学名
通常はイタリックで、タイプライターや手書きなどでは下線で示される。ウィキペディアでは通常イタリックで表示される「弱い強調」（編集画面ではシングルクオーテーションマーク2個''で囲まれる）を使うのが一般的である。
和名
地の文がひらがななので、カタカナを用いることになっている。漢字やひらがなで書くのは誤りとされる。